# Йойс
Йойс (нім. Jois) — ярмаркова громада округу Нойзідль-ам-Зее у землі Бургенланд, Австрія.
Йойс лежить на висоті  130 м над рівнем моря і займає площу  25,9 км². Громада налічує 1433 мешканців. 
Густота населення 55/км².  
|                               |
| Йойс на мапі округу та землі. |

 Адреса управління громади:  7093 Jois. 

## Демографія
Історична динаміка населення міста за даними сайту Statistik Austria

## Виноски
1. ↑  Dauersiedlungsraum der Gemeinden Politischen Bezirke und Bundesländer - Gebietsstand 1.1.2018 — Статистичне управління Австрії.
2. ↑  Einwohnerzahl 1.1.2018 nach Gemeinden mit Status, Gebietsstand 1.1.2018 — Статистичне управління Австрії.
3. ↑  www.jois.info. Архів оригіналу за 1 березня 2012. Процитовано 29 жовтня 2013.
4. ↑  Gemeindedaten von Jois. Архів оригіналу за 29 вересня 2007. Процитовано 29 жовтня 2013.

| Австрія | Це незавершена стаття з географії Австрії. Ви можете допомогти проєкту, виправивши або дописавши її. |